# Upupa africana
La abubilla africana (Upupa africana) es una especie de ave bucerotiforme de la familia Upupidae propia de África. Es tratada como subespecie de la abubilla común (Upupa epops) por algunas autoridades taxonómicas.

## Descripción
Alcanza una longitud de 25 a 28 centímetros y un peso de 40 a 60 gramos. Tiene el pico largo y curvado, el plumaje de color canela con las alas y la cola negras con partes blancas y una larga cresta que se levanta cuando el ave está alarmada. La hembra es un poco más opaca que el macho con menos blanco en las plumas secundarias. Los juveniles tienen las partes inferiores de color amarillo opaco con el pico más corto y un tinte de brillo en las barras blancas de las alas.

## Distribución y hábitat
Se distribuye a través de Sudáfrica, Lesoto, Suazilandia, Namibia, Botsuana, Zimbabue, Mozambique, Angola, Zambia, Malawi, Tanzania, Arabia Saudita y la mitad sur de la República Democrática del Congo. Habita bosques de hoja ancha y sabanas. Se alimenta de insectos y sus larvas que encuentra insertando su pico en el suelo.